# Sara Parriott
Sara Parriott (* 6. Juli 1953 in Findlay, Ohio) ist eine US-amerikanische Drehbuchautorin.

## Leben
Sara Parriott ist seit Anfang der 1980er Jahre als Drehbuchautorin für Fernsehserien und Filme tätig. Seit Mitte der 1980er bildet sie mit Josann McGibbon ein Autoren-Duo. Auch sind beide gelegentlich als Executive Producerinnen eingebunden. Zu ihren Kreationen zählen die Filme Drei Männer und eine kleine Lady, The Favor und Die Braut, die sich nicht traut. Für die Miniserie The Starter Wife wurden sie 2007 für zwei Primetime-Emmys nominiert. Ab 2015 schrieben sie die Drehbücher für die Descendants-Filme für Disney.

## Filmografie (Auswahl)
- 1989: Drei Betten für einen Junggesellen (Worth Winning)
- 1990: Drei Männer und eine kleine Lady (3 Men and a Little lady)
- 1994: The Favor – Hilfe, meine Frau ist verliebt! (The Favor)
- 1999: Die Braut, die sich nicht traut (Runaway Bride)
- 2007: The Starter Wife – Alles auf Anfang (The Starter Wife, Fernsehserie, 6 Folgen)
- 2015: Descendants – Die Nachkommen (Descendants)
- 2017: Descendants 2 – Die Nachkommen (Descendants 2)
- 2019: Descendants 3 – Die Nachkommen (Descendants 3)